# I. Flakkorps
I. Flakkorps foi uma unidade de defesa antiaérea da Luftwaffe, criada no dia 3 de Outubro de 1939, que prestou serviço até ao último dia da Segunda Guerra Mundial.

## Comandantes
- Generaloberst Hubert Weise — (3 de Outubro de 1939 — 23 de Março de 1941)[2]
- General Walther von Axthelm — (1 de Abril de 1941 — 20 de Dezembro de 1941)[2]
- General Richard Reimann — (20 de Dezembro de 1941 — 2 de Abril de 1942)[2]
- Generaloberst Otto Deßloch — (2 de Abril de 1942 — Junho de 1943)[2]
- General Richard Reimann — (Junho de 1943 — 2 de Maio de 1945)[2]
- General Walther von Axthelm — (2 de Maio de 1945 — 8 de Maio de 1945)[2]